# Guanajuato (stat)
Guanajuato este unul din cele 31 de state federale ale Mexicului.

## Economie
- Fondos Guanajuato Arhivat în 20 iunie 2008, la Wayback Machine. - Site oficial financiar

## Orașe importante
- Acámbaro
- Celaya
- Dolores Hidalgo
- Guanajuato
- Irapuato
- León
- Moroleón
- Salamanca
- San Jose Iturbide
- San Francisco del Rincón
- San Luis de la Paz
- San Miguel de Allende
- Silao
- Uriangato
- Valle de Santiago